# God Smack
Este artigo é sobre a canção do Alice in Chains. Para a banda de heavy metal, ver Godsmack.
God Smack é a nona canção do álbum Dirt (1992) da banda de rock Americana Alice in Chains. A letra da canção foi escrita pelo vocalista Layne Staley e a música foi composta pelo guitarrista Jerry Cantrell, continuando o tema do semi-conceito do álbum sobre vício. Esta é discutivelmente a canção que convenceu fãs e críticos do vício em heroína de Staley, já que aborda o tema claramente em suas letras, e serviu de inspiração para o nome da banda de heavy metal Godsmack. A canção foi tocada pela última vez com Layne Staley enquanto o Alice in Chains abria shows para os reunidos Kiss no começo de Julho de 1996.

## Origens e gravação
Jerry Cantrell comentou sobre a canção no encarte do Music Bank, 
Foi o ápice do período de heroína. Era a mais abertamente honesta – esta canção e "Junkhead" particularmente – tradução da loucura acontecendo então. Mas foram tempos mágicos, inevitáveis.
"God Smack" foi escrita pelo vocalista Layne Staley e faz parte do semi-conceito do álbum sobre vício, que começa em "Junkhead" e termina em "Angry Chair". Mostra um dos estágios do vício, aquele em que a heroína se tornou uma religião que consome todo o tempo do viciado.
A canção foi gravada em Los Angeles, Califórnia nos estúdios One on One e Eldorado pelo produtor Dave Jerden, que também a mixou no Eldorado. Foi masterizada no Future Disc, em Hollywood por Steve Hall e Eddy Schreyer.

## Música e letras
"God Smack" é uma das canções de menor duração do álbum, ficando abaixo de 4 minutos. A canção foi escrita em três seções: verso, pré-refrão e refrão. Abre somente com o riff de guitarra até entrar o baixo, a bateria e o vocal. As guitarras de Cantrell soam como um motor na primeira parte e caóticas no refrão, em que toca uma série de notas à la acid rock utilizando um wah-wah. Os vocais de Staley passam por três tons que são divididos em cada seção: diluído e esquisito nos versos, leve e calmo na segunda parte e confrontante no refrão. Ned Raggett, da All Music Guide, afirmou que os vocais de Staley são "um de seus melhores momentos, mostrando que ele possuia um ouvido muito específico para o que ele estava cantando e quando". A canção termina com um final abrupto e a frase "And god's name is smack for some".

## Lançamento e recepção
"God Smack" foi lançada junto com o álbum Dirt em 29 de setembro de 1992. Michael Christopher, do PopMatters, descreveu "God Smack" como "a beira da insanidade esquizofrênica".
"God Smack" foi posteriormente incluída nas compilações da banda Music Bank e The Essential Alice in Chains.
"God Smack" mais tarde inspiraria o nome da banda de heavy metal Godsmack, segundo o baixista Robbie Merrill no DVD Smack This!, ainda que o vocalista Sully Erna tenha posteriormente comentado outra origem para o nome: "É daí que tiramos o nome. Eu estava tirando sarro de alguém que tinha herpes em seus lábios e no outro dia eu tive uma e alguém disse, 'é um beijo de deus'. O nome ficou. Nós estávamos a par da canção do Alice in Chains, mas não pensamos muito sobre isso. É uma canção legal e o nome tinha significado para nós". Ainda assim, Godsmack começou como uma banda cover de Alice in Chains e entre outras coincidências carregue uma característica sonora parecida e tenha como logotipo um sol que se assemelha ao icônico logotipo do sol criado por Layne Staley para o álbum Dirt.